# Bomílcar I
Bomilcar (en púnic 𐤁𐤃𐤌𐤋𐤒𐤓𐤕 BDMLQRT) fou un dirigent de Cartago i militar cartaginès, nebot dels líders Gisco I (337 aC –330 aC) i Amílcar (330 aC-309 aC).
Va dirigir les forces cartagineses contra Agàtocles quan aquest va envair territori cartaginès l'any 310 aC. En la primera batalla contra els invasors, Bomilcar i el general Hannó van dirigir als púnics; Hannó va morir i Bomilcar va deixar fer amb l'esperança d'humiliar l'esperit dels seus compatriotes per tal d'imposar una tirania sobre Cartago dirigida per ell mateix, segons Diodor de Sicília. Finalment el 308 aC va intentar prendre el poder, que havia quedat vacant, amb ajut d'uns 500 ciutadans addictes i alguns mercenaris, però el senat va aconseguir que els revoltats es rendissin contra promesa de perdó, i Bomilcar va ser capturat i crucificat.